# Ziemskie namiętności
Ziemskie namiętności (tytuł oryg. Earthly Possessions) – amerykański film telewizyjny, którego premiera odbyła się 20 marca 1999 roku. Film oparto na powieści Anne Tyler.
Zblazowana prowincjuszka Charlotte Emery postanawia odejść od męża pastora, z którym zmarnowała najpiękniejsze lata swojego życia. Chcąc zabezpieczyć się finansowo, rusza do miejscowego banku. Tutaj zostaje uprowadzona przez Jake'a Simmsa, zbiegłego z więzienia młodego, niedoświadczonego przestępcę. Podczas podróży donikąd początkowa niechęć Charlotte i Jake'a przemienia się w przyjaźń. Z czasem dwójkę zaczyna łączyć specyficzna więź.

## Obsada
- Susan Sarandon jako Charlotte Emery
- Stephen Dorff jako Jake Simms
- Elisabeth Moss jako Mindy
- Jay O. Sanders jako Zack Emery